# Præsidentvalget i Island 2004
Præsidentvalget 2004 på Island.
| Ólafur Ragnar Grímsson                                                                                             | 90 662  | 85,6 |
| Baldur Ágústsson                                                                                                   | 13 250  | 12,3 |
| Ástþór Magnússon                                                                                                   | 2 001   | 1,9  |
| Stemmer (valgdeltagelse 63%)                                                                                       | 105 913 | 100  |
| Blanke stemmer | 27 627  |      |
| Ugyldige stemmer                                                                                                   | 834     |      |
| Kilde: Ruv.is. Blanke stemmer udgjorde 23,3 prosent af det totale antal stemmer. Alle kandidaterne var uafhængige. |         |      |

| Valg | Spire Denne valgsartikel er en spire som bør udbygges. Du er velkommen til at hjælpe Wikipedia ved at udvide den. |